# Henry Holland (1er vicomte Knutsford)
Henry Thurstan Holland, 1er vicomte Knutsford, (3 août 1825-29 janvier 1914), connu sous le nom de Henry Holland, baronnet, de 1873 à 1888 et sous le nom de Lord Knutsford de 1888 à 1895, est un homme politique conservateur britannique, mieux connu pour ses fonctions de secrétaire d'État aux Colonies de 1887 à 1892.

## Jeunesse et éducation
Fils d'Henry Holland (1er baronnet), un éminent médecin, Knutsford fait ses études à la Harrow School, à l'Université de Durham et au Trinity College de Cambridge, et obtient son diplôme en 1847. Il étudie le droit et est admis au barreau du Inner Temple en 1849. Il exerce jusqu'en 1867, date à laquelle il devient conseiller juridique du Colonial Office.

## Carrière politique

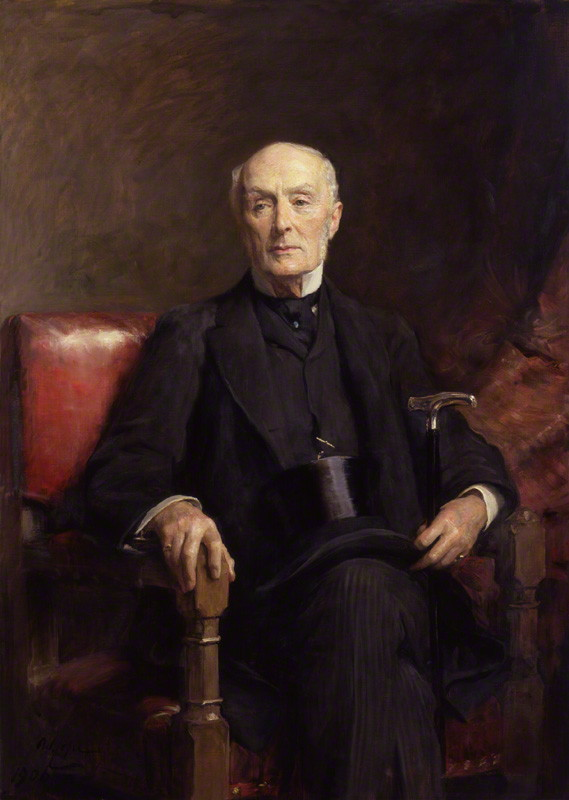
Knutsford par Arthur Stockdale Cope (1906).

En 1870, Knutsford devient sous-secrétaire adjoint aux colonies, servant jusqu'en 1874, et en 1873, après avoir succédé à son père comme 2e baronnet, il est élu à la Chambre des communes comme conservateur. Dans le premier gouvernement de Lord Salisbury (1885–1886), il est secrétaire financier du Trésor puis vice-président du comité du Conseil de l'éducation. Il remplit à nouveau ce rôle au début du deuxième ministère de Salisbury (1886–1887), mais est rapidement promu secrétaire aux colonies (en janvier 1887).
En tant que secrétaire aux Colonies, Knutsford est largement préoccupé par les affaires sud-africaines, étant le secrétaire aux Colonies qui accorde la charte de la British South Africa Company de Cecil Rhodes en 1887. En 1888, il est élevé à la pairie en tant que baron Knutsford, de Knutsford dans le comté palatin de Chester. En 1895, Knutsford ne fait pas partie du nouveau gouvernement de Salisbury, mais il est créé cette même année vicomte Knutsford, de Knutsford, dans le comté palatin de Chester.

## Ambulance Saint-Jean
Lord Knutsford est directeur du service d'ambulance de l'Ordre de l'hôpital de Saint-Jean en Angleterre et président de la St John Ambulance Association, qui mobilise des détachements servant en Afrique du Sud pendant la deuxième guerre des Boers (1899–1902). En juillet 1902, il reçoit un prix pour service remarquable à l'ordre.

## Famille
Il épouse Elizabeth Margaret, fille de Nathaniel Hibbert, en 1852. Ils ont des fils jumeaux et une fille:
- Edith Emily Holland (1853-1923)
- Sydney Holland (2e vicomte Knutsford) (1855-1931)
- Arthur Holland-Hibbert, 3e vicomte Knutsford (1855-1935)

Elizabeth est décédée en avril 1855, quelques semaines seulement après la naissance de ses fils jumeaux. Le 25 novembre 1858, Holland épouse Margaret Jean Trevelyan (1835–1906), dont il a une fille et trois fils:
- Henry Macaulay Holland (16 septembre 1859 - 6 avril 1878)
- Margaret Alice Holland (5 septembre 1861 - 1937), mariée à Reginald Abel Smith
- Cecil Trevelyan Holland (26 octobre 1862 - 1941)
- Lionel Raleigh Holland (1865–1936)

Lady Knutsford est également impliquée dans la St John Ambulance Association et, en juillet 1902, reçoit un prix pour services remarquables pour son travail en tant que présidente du comité spécial formé pour envoyer le confort médical aux unités de la brigade pendant la seconde guerre des Boers.
Lord Knutsford reste veuf jusqu'à sa mort en janvier 1914, à l'âge de 88 ans. Ses funérailles ont lieu au Golders Green Crematorium. Il est remplacé dans ses titres par son fils jumeau aîné, Sydney.